# The Message (musikalbum)
The Message är ett musikalbum av Grandmaster Flash and the Furious Five från 1982. Albumet räknas till de första hiphop-albumen och det har blivit en klassiker. Titellåten, "The Message", är en av de mest kända hiphop-låtarna och placerades 2004 på 51:a plats i tidningen Rolling Stones lista över de 500 bästa låtarna genom tiderna.

## Låtlista
1. "She's Fresh" - 4:57
2. "It's Nasty" - 4:19
3. "Scorpio" - 4:55
4. "It's a Shame (Mt. Airy Groove)" - 4:57
5. "Dreamin'" - 5:47
6. "You Are" - 4:51
7. "The Message" - 7:11
8. "The Adventures of Grandmaster Flash on the Wheels of Steel" - 7:06